# Sint-Annarei 19

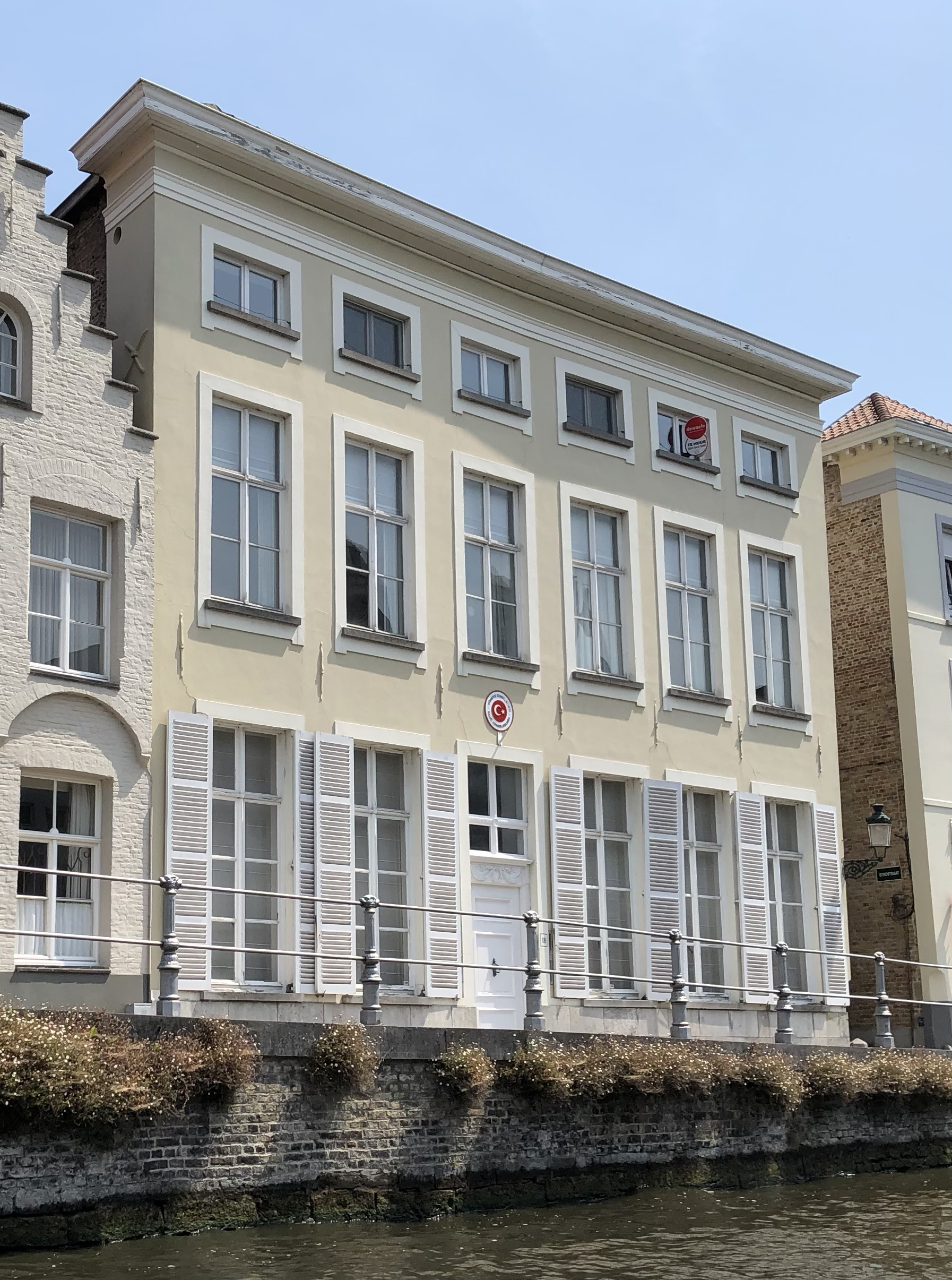
Sint-Annarei 19 im Jahr 2019

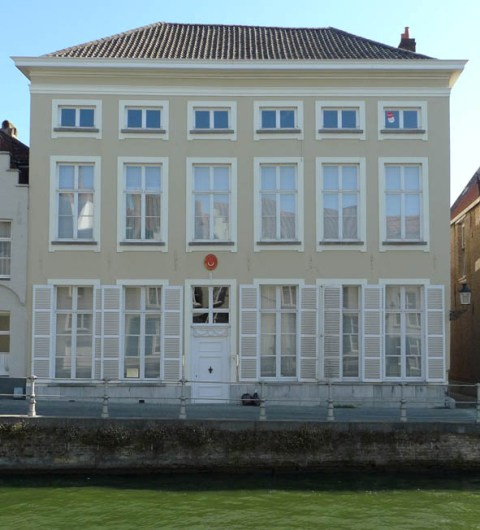
2009

Das Gebäude Sint-Annarei 19 ist ein denkmalgeschütztes Haus in Brügge in Belgien. Es dient als Sitz des türkischen Honorarkonsulats Brügge.

## Lage
Das Gebäude befindet sich im östlichen Teil der Altstadt von Brügge, auf der Ostseite der Straße Sint-Annarei, unmittelbar am Ufer des gleichnamigen Kanals. Direkt südlich des Hauses mündet die kleine Gasse Strostraat auf die Sint-Annarei ein. Nördlich grenzt das gleichfalls denkmalgeschützte Haus Sint-Annarei 20 an.

## Architektur und Geschichte
Das zweieinhalbgeschossige verputzte Gebäude entstand im 19. Jahrhundert, vermutlich im Jahr 1815. Auf dieses Jahr verweist eine in einem Balken befindliche Inschrift 10 MEIJE 1815. 1892 erfolgte eine Renovierung. Es ruht auf einem flachen Sockel. Die schlichte, verankerte Fassade ist sechsachsig, wobei die Haustür in der dritten Achse von links angeordnet ist. Prägend sind die hochrechteckigen Fensteröffnungen, die von einem flachen Putzrahmen umgeben sind. Die Fenster im Erdgeschoss verfügen über Fensterläden. An der Südseite zur Strostraat hin besteht eine Gartenmauer. Sie ist mit einem Portal im Tudorstil versehen. Bedeckt wird der Bau von einem mit flämischen Ziegeln bedeckten Walmdach.
Ursprünglich bestand das Gebäude aus zwei einzelnen Häusern. Im Inneren und auch an der Dachform ist die zweigeteilte Struktur noch zu erkennen. Der Korridor des Erdgeschosses ist mit einem weißen Marmorfußboden versehen, der von schwarzem Marmor gefasst wird. Der Korridor führt zu einem halbrunden Treppenhaus, über dem sich eine Kuppel mit Oberlicht erhebt. Die hölzerne englische Treppe ruht auf einem schwarzen Marmorsockel. Treppenpfosten und Geländer sind aus Mahagoni gefertigt. Der Bodenbelag des Treppenhauses besteht aus schwarzem, weißem und rotem Marmor. Fliesen sind kreisförmig verlegt. Auf der rechten Seite befinden sich drei Salons, die Form einer Enfilade angeordnet sind. Die Decke des zur Straße hin ausgerichteten Salons ist mit einer Rosette im Empire-Stil verziert. Im Salon befindet sich ein Kamin aus grauem Marmor im Neo-Louis-quinze-Stil. Im Raum zum Garten hin steht ein Kamin mit rotem Marmor im Stil des Eklektizismus. Auch an dieser Decke befindet sich eine Rosette.
Die Räume des oberen Geschosses sind hingegen fast schmucklos. Zum Dachgeschoss führt eine Holztreppe. 
Im Garten befindet sich eine Remise. Sie verfügt im Erdgeschoss über drei rundbogige Tore mit Holzarbeiten aus dem ersten Viertel des 19. Jahrhunderts bis zum ersten Viertel des 20. Jahrhunderts. Das Gesims der Remise stammt aus dem 19. Jahrhundert, die Seitenwände sind aus älterer Entstehungszeit. Auf der Vorderseite besteht ein auf schmiedeeisernen Stützen ruhendes Glasdach. Der Garten erstreckt sich weit nach hinten und ist durch große Bäume geprägt.
Das Gebäude wird seit dem 16. April 2004 als Denkmal ausgewiesen. Das Grundstück umfasst eine Fläche von 1059 m².